# Médaille du jubilé de l'empereur François-Joseph (1848-1898)
La médaille commémorative du jubilé de l'empereur François-Joseph Ier a été créé le 18 août 1898 par l'empereur François-Joseph Ier à l'occasion du 50e anniversaire de son accession au trône le 2 décembre 1848.

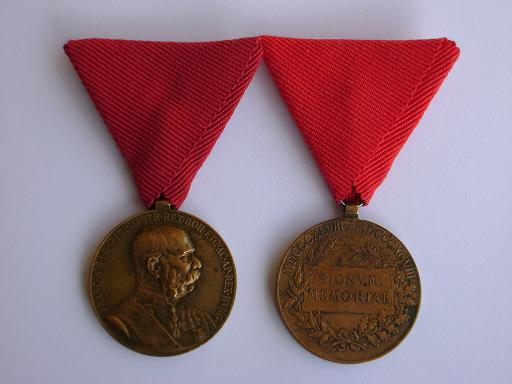
médaille commémorative du jubilé de l'empereur François-Joseph Ier

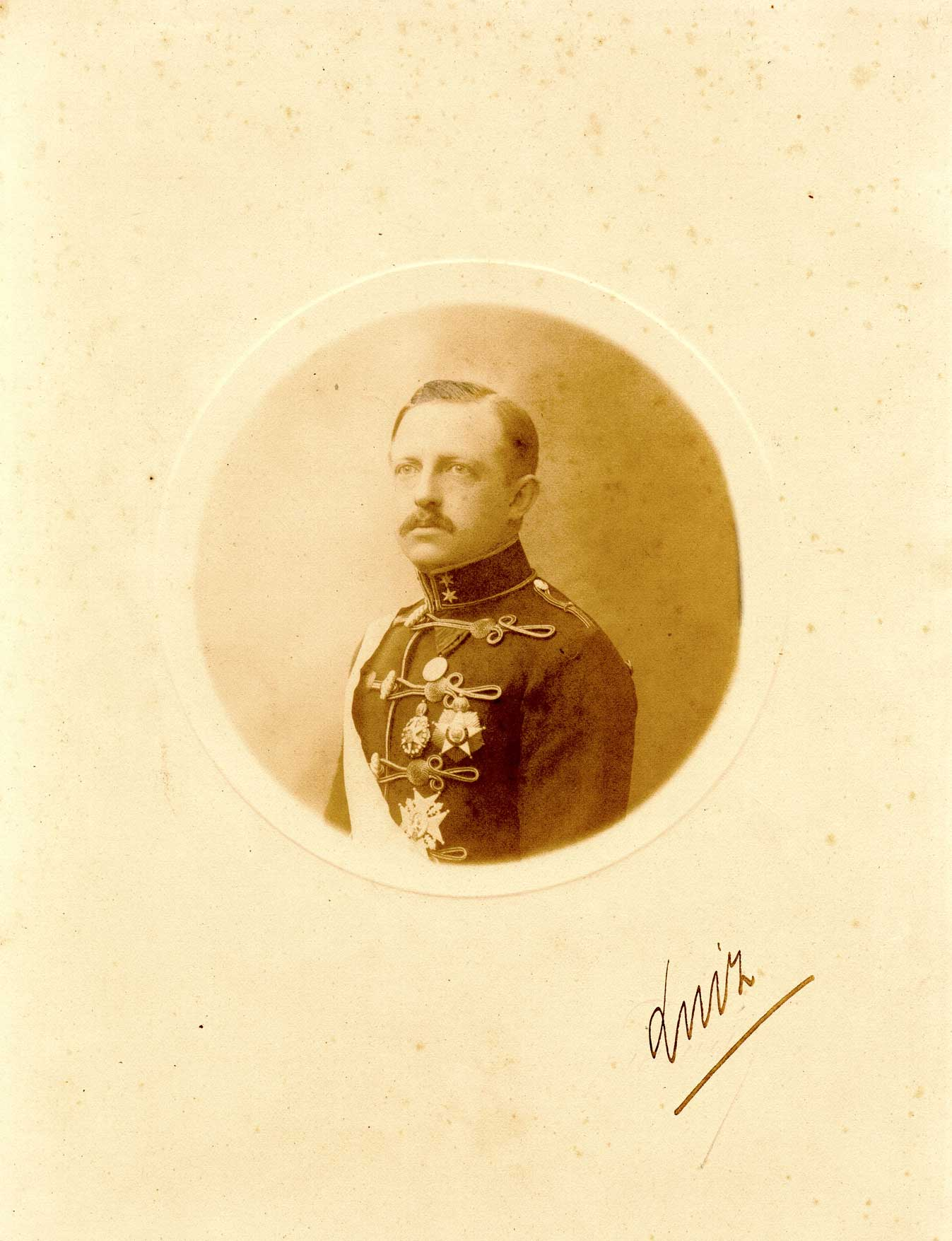
Louis d'Orléans-Bragance, Prince Impérial du Brésil, porte la médaille du jubilé de François-Joseph car il servait dans l'armée austro-hongroise